# AFI's 10 Top 10
Pour les articles homonymes, voir Top 10.
AFI's 10 Top 10 est le classement de dix films américains dans dix classements de genres cinématographiques différents, d'après l'American Film Institute. Ces listes ont été dévoilées sur la chaîne de télévision CBS le 17 juin 2008.

## Films d'animation
| 1  | Blanche-Neige et les Sept Nains | Walt Disney, David Hand         | 1938 |
| 2  | Pinocchio                       | Hamilton Luske, Ben Sharpsteen  | 1940 |
| 3  | Bambi                           | Walt Disney, David Hand         | 1942 |
| 4  | Le Roi lion                     | Roger Allers, Rob Minkoff       | 1994 |
| 5  | Fantasia                        | James Algar, Samuel Armstrong   | 1940 |
| 6  | Toy Story                       | John Lasseter                   | 1995 |
| 7  | La Belle et la Bête             | Gary Trousdale, Kirk Wise       | 1991 |
| 8  | Shrek                           | Andrew Adamson                  | 2001 |
| 9  | Cendrillon                      | Clyde Geronimi, Wilfred Jackson | 1950 |
| 10 | Le Monde de Nemo                | Andrew Stanton, Lee Unkrich     | 2003 |

## Comédies romantiques
| 1  | Les Lumières de la ville    | Charles Chaplin | 1931 |
| 2  | Annie Hall                  | Woody Allen     | 1977 |
| 3  | New York-Miami              | Frank Capra     | 1934 |
| 4  | Vacances romaines           | William Wyler   | 1953 |
| 5  | Indiscrétions               | George Cukor    | 1940 |
| 6  | Quand Harry rencontre Sally | Rob Reiner      | 1989 |
| 7  | Madame porte la culotte     | George Cukor    | 1949 |
| 8  | Éclair de lune              | Norman Jewison  | 1987 |
| 9  | Harold et Maude             | Hal Ashby       | 1971 |
| 10 | Nuits blanches à Seattle    | Nora Ephron     | 1993 |

## Westerns
| 1  | La Prisonnière du désert     | John Ford          | 1956 |
| 2  | Le train sifflera trois fois | Fred Zinnemann     | 1952 |
| 3  | L'Homme des vallées perdues  | George Stevens     | 1953 |
| 4  | Impitoyable                  | Clint Eastwood     | 1992 |
| 5  | La Rivière rouge             | Howard Hawks       | 1948 |
| 6  | La Horde sauvage             | Sam Peckinpah      | 1969 |
| 7  | Butch Cassidy et le Kid      | George Roy Hill    | 1969 |
| 8  | John McCabe                  | Robert Altman      | 1971 |
| 9  | La Chevauchée fantastique    | John Ford          | 1939 |
| 10 | Cat Ballou                   | Elliot Silverstein | 1965 |

## Films de sports
| 1  | Raging Bull         | Martin Scorsese  | 1980 |
| 2  | Rocky               | John G. Avildsen | 1976 |
| 3  | Vainqueur du destin | Sam Wood         | 1942 |
| 4  | Le Grand Défi       | David Anspaugh   | 1986 |
| 5  | Duo à trois         | Ron Shelton      | 1988 |
| 6  | L'Arnaqueur         | Robert Rossen    | 1961 |
| 7  | Le Golf en folie    | Harold Ramis     | 1980 |
| 8  | La Bande des quatre | Peter Yates      | 1979 |
| 9  | Le Grand national   | Clarence Brown   | 1944 |
| 10 | Jerry Maguire       | Cameron Crowe    | 1997 |

## Films à énigme
| 1  | Sueurs froides                 | Alfred Hitchcock | 1958 |
| 2  | Chinatown                      | Roman Polanski   | 1974 |
| 3  | Fenêtre sur cour               | Alfred Hitchcock | 1954 |
| 4  | Laura                          | Otto Preminger   | 1944 |
| 5  | Le Troisième Homme             | Carol Reed       | 1949 |
| 6  | Le Faucon maltais              | John Huston      | 1941 |
| 7  | La Mort aux trousses           | Alfred Hitchcock | 1959 |
| 8  | Blue Velvet                    | David Lynch      | 1986 |
| 9  | Le crime était presque parfait | Alfred Hitchcock | 1954 |
| 10 | Usual Suspects                 | Bryan Singer     | 1995 |

## Films fantastiqueset defantasy
| 1  | Le Magicien d'Oz         | Victor Fleming      | 1939        |
| 2  | Le Seigneur des anneaux  | Peter Jackson       | 2001 à 2003 |
| 3  | La Vie est belle         | Frank Capra         | 1946        |
| 4  | King Kong                | Cooper, Schoedsack  | 1933        |
| 5  | Le Miracle de la 34e rue | George Seaton       | 1947        |
| 6  | Jusqu'au bout du rêve    | Phil Alden Robinson | 1989        |
| 7  | Harvey                   | Henry Koster        | 1950        |
| 8  | Un jour sans fin         | Harold Ramis        | 1993        |
| 9  | Le Voleur de Bagdad      | Raoul Walsh         | 1924        |
| 10 | Big                      | Penny Marshall      | 1988        |

## Films de science-fiction
| 1  | 2001, l'Odyssée de l'espace               | Stanley Kubrick  | 1968 |
| 2  | Star Wars : Épisode IV - Un nouvel espoir | George Lucas     | 1977 |
| 3  | E.T. l'extra-terrestre                    | Steven Spielberg | 1982 |
| 4  | Orange mécanique                          | Stanley Kubrick  | 1971 |
| 5  | Le Jour où la Terre s'arrêta              | Robert Wise      | 1951 |
| 6  | Blade Runner                              | Ridley Scott     | 1982 |
| 7  | Alien, le huitième passager               | Ridley Scott     | 1979 |
| 8  | Terminator 2 : Le Jugement dernier        | James Cameron    | 1991 |
| 9  | L'Invasion des profanateurs de sépultures | Don Siegel       | 1956 |
| 10 | Retour vers le futur                      | Robert Zemeckis  | 1985 |

## Films de gangsters
| 1  | Le Parrain        | Francis Ford Coppola | 1972 |
| 2  | Les Affranchis    | Martin Scorsese      | 1990 |
| 3  | Le Parrain 2      | Francis Ford Coppola | 1974 |
| 4  | L'Enfer est à lui | Raoul Walsh          | 1949 |
| 5  | Bonnie et Clyde   | Arthur Penn          | 1967 |
| 6  | Scarface          | Howard Hawks         | 1932 |
| 7  | Pulp Fiction      | Quentin Tarantino    | 1994 |
| 8  | L'Ennemi public   | William A. Wellman   | 1931 |
| 9  | Le Petit César    | Mervyn LeRoy         | 1931 |
| 10 | Scarface          | Brian De Palma       | 1983 |

## Films de procès
| 1  | Du silence et des ombres | Robert Mulligan | 1962 |
| 2  | Douze hommes en colère   | Sidney Lumet    | 1957 |
| 3  | Kramer contre Kramer     | Robert Benton   | 1979 |
| 4  | Le Verdict               | Sidney Lumet    | 1982 |
| 5  | Des hommes d'honneur     | Rob Reiner      | 1992 |
| 6  | Témoin à charge          | Billy Wilder    | 1957 |
| 7  | Autopsie d'un meurtre    | Otto Preminger  | 1959 |
| 8  | De sang-froid            | Richard Brooks  | 1967 |
| 9  | Un cri dans la nuit      | Fred Schepisi   | 1988 |
| 10 | Jugement à Nuremberg     | Stanley Kramer  | 1961 |

## Films épiques
| 1  | Lawrence d'Arabie             | David Lean       | 1962 |
| 2  | Ben-Hur                       | William Wyler    | 1959 |
| 3  | La Liste de Schindler         | Steven Spielberg | 1993 |
| 4  | Autant en emporte le vent     | Victor Fleming   | 1939 |
| 5  | Spartacus                     | Stanley Kubrick  | 1960 |
| 6  | Titanic                       | James Cameron    | 1997 |
| 7  | À l'Ouest, rien de nouveau    | Lewis Milestone  | 1930 |
| 8  | Il faut sauver le Soldat Ryan | Steven Spielberg | 1998 |
| 9  | Reds                          | Warren Beatty    | 1981 |
| 10 | Les Dix Commandements         | Cecil B. DeMille | 1956 |